# Carro de segurança

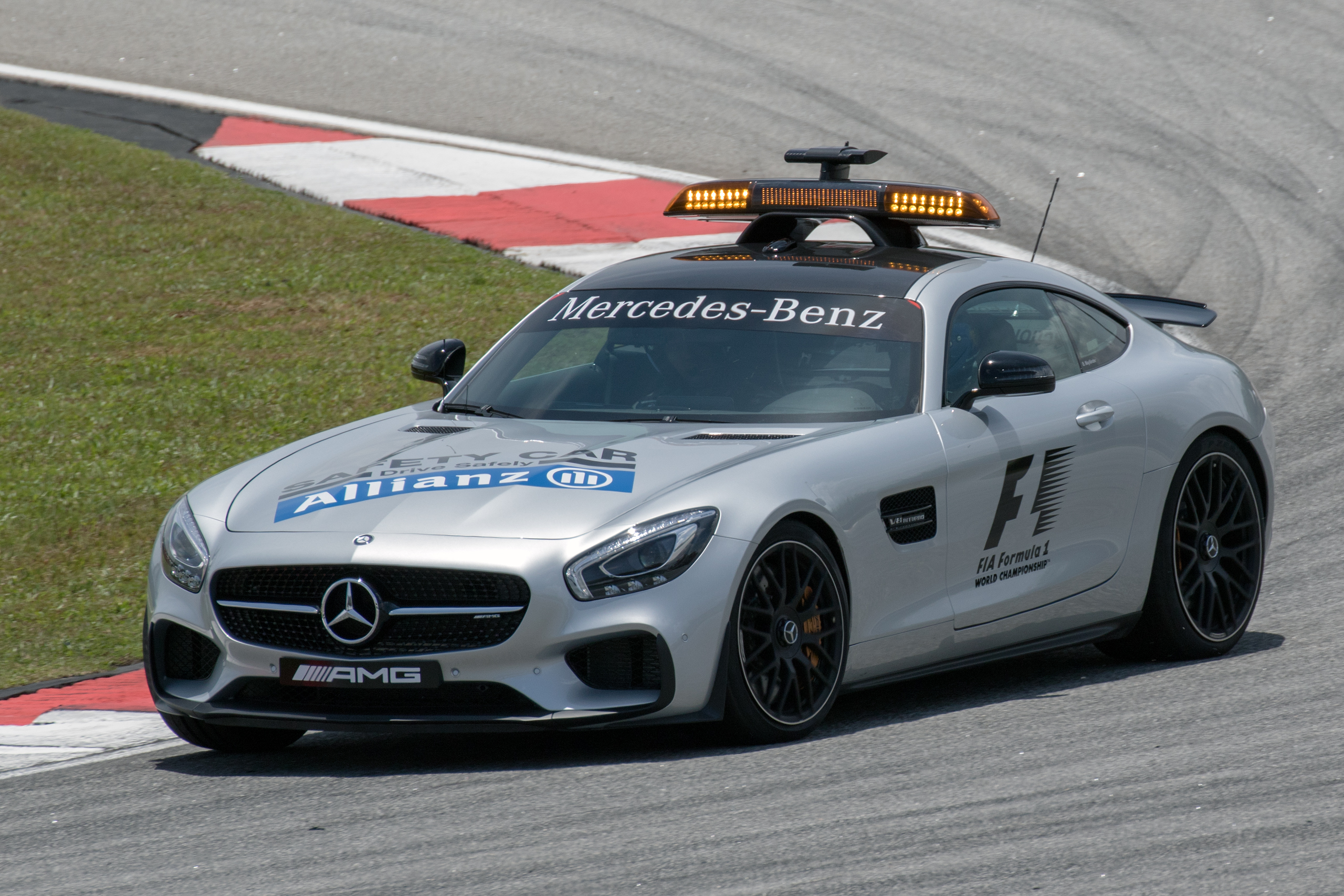
Carro de segurança da Fórmula 1

O carro de segurança ou carro madrinha (em inglês: safety car ou pace car) em uma corrida automobilística é um carro diferente dos que estão competindo, que tem a sua entrada em momentos críticos da corrida, como acidentes, chuva extrema, condições de pista inseguras ou qualquer motivo que tire a segurança da prova.
A principal função do carro de segurança é dar segurança a uma competição automóvel em que ocorra um acidente ou condições adversas, deixando claro aos participantes por onde devem circular para evitar os perigos da pista. Embora sejam normalmente associados aos circuitos de Fórmula 1, a verdade é que qualquer competição oficial de alguma importância regula a atuação exata dos carros de segurança e o que os participantes podem fazer quando estão em pista.

## Fórmula 1[1]
Na Fórmula 1, a estreia do carro de segurança ocorreu no Grande Prêmio do Canadá de 1973, mas acompanhado de polémica. O Porsche 914 encarregado de sair à pista cometeu um erro e não saiu à frente do líder, dando aos carros da frente a possibilidade de assumirem a liderança. O vencedor da corrida foi revelado três horas depois, mas foi tal a polémica gerada que só em 1993 um carro de segurança foi visto em competição novamente.
O carro de segurança é acionado sempre que a segurança dos pilotos fica em risco, como no caso de um acidente, caso fiquem detritos na pista, como óleo, areia, pedaços de pneus ou o carro acidentado, mesmo parado, ofereça algum risco de acidente.
O Carro de Segurança também é acionado em caso de chuva muito forte durante a corrida, e caso essa chuva caia no início da prova, a corrida começa com o carro de segurança na pista, e caso o diretor de prova decida que é possível a corrida iniciar sem o carro de segurança, o diretor pedirá a saída do carro de segurança da pista, e nesse caso a largada será em velocidade, caso o diretor entenda que não há condições para a corrida, as bandeiras vermelhas serão ativadas em todo o circuito, informando que a corrida está paralisada, e fica ao critério do diretor, permitir que os carros voltem aos boxes ou fazendo-os voltar as posições de largada, até que a corrida reinicie. A bandeira vermelha também é acionada caso um acidente seja muito grave um piloto ou fiscal de prova.

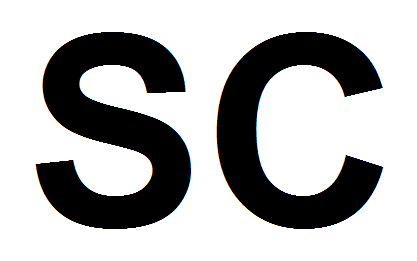
Placa indicado que o Carro de Segurança foi acionado

Painel de LED indicando que o Carro de Segurança foi acionado

Quando o carro de segurança é acionado, todas as bandeiras amarelas do circuito começam a tremular juntamente com uma placa branca com as inciais SC na cor preta. As ultrapassagens ficam proibidas, e o Sistema de Redução de Arrasto (DRS, sigla em inglês) é desativado pelo diretor de prova. Assim que o Safety Car deixa os boxes, ele procura pelo líder da prova, deixando os outros passarem, quando o líder da prova fica atrás do carro de segurança, se torna proibido qualquer carro ultrapassar o carro de segurança.
No momento que todos os carros estiverem em fila indiana em baixa velocidade atrás do Safety Car, os serviços de limpeza da pista e/ou remoção de carros batidos começam e o Safety Car continua na pista até que esses serviços terminem. Enquanto o Safety Car está na pista é proibida qualquer ultrapassagem.
Antes do Safety Car deixar a pista, ele aloca os pilotos nas suas voltas certas, aqueles pilotos que ficaram na posição errada durante a entrada do Safety Car são autorizados a ultrapassar o Safety Car e voltar ao fim do pelotão em alta velocidade. Geralmente, o diretor de prova, espera esses carros tomarem distancia do pelotão para então fazer a retirada do Safety Car da pista.
Há algumas regras que os pilotos devem obedecer em quanto o Safety Car permanece na pista, as ultrapassagens são proibidas, mesmo antes do pelotão se formar. O líder da prova não pode se distanciar mais que o espaço de dois carros entre ele e o Safety Car que dita o ritmo da prova, o piloto que quebra essa regra é punido com um Drive through (passagem pelos boxes), punição que o piloto tem três voltas para cumprir após o Safety Car deixar a pista. Também é proibido ziguezaguear (manobra feita para aquecer os pneus) atrás do Safety Car enquanto ele está com as luzes acesas.
Quando o Safety Car informa que vai deixar a pista na atual volta, ele apaga suas luzes que estão em cima do carro (Giroflex), e a partir desse momento, o líder da prova é quem dita o ritmo da prova, mas ele não pode ultrapassar o Safety Car que volta aos boxes em alta velocidade. As proibições de ultrapassagens continuam até que o carro em questão ultrapasse a linha de chegada.
O Safety Car também é usado antes dos treinos livres e das classificações caso o diretor de prova queira observar as condições da pista, fato bastante visto em dias de chuva.
Quando não está na pista, o Safety Car, fica parado no boxes esperando, caso seja solicitado, normalmente ele fica estacionado no fim do Pit Lane, ante a linha que limita a velocidade dos pilotos na área dos boxes.
O Safety Car leva dois pilotos, um deles sendo o navegador, que se comunica com o diretor de provas e que controla as luzes.
O Safety Car tem sempre a sua entrada comandada pelo diretor de provas; Porém, após o acidente com o piloto Jules Bianchi, da Marussia F1 Team, no GP do Japão de 2014, o comitê de segurança da FIA (Federação Internacional de Automobilismo) pretende dividir esse poder com mais uma pessoa, afim de um poder maior de julgamento da condição da pista.

### Pilotos oficiais
Em 1973, no GP do Canadá, o piloto do Safety Car foi Eppie Wietzes.
No GP de San Marino de 1994, o carro foi dirigido por Max Angelelli.
No GP da Bélgica de 1995 e na Argentina em 1996, foi Jean Ragnotti quem pilotou o carro de segurança.
De 1997 a 1999, o piloto oficial do Safety Car na Fórmula 1 foi o piloto britânico Oliver Gavin.
Em 2000, Oliver Gavin foi substituído pelo alemão Bernd Mayländer, que desde então só não participou de uma corrida - o Grande Prêmio do Canadá de 2001 - quando foi substituído pelo suíço Marcel Fässler.
Ao lado de Mayländer, comandando a comunicação com a direção de prova e monitorando os carros na pista por meio de duas telas touch screens, está o copiloto inglês Peter Tibbetts.

### Modelos de carros
Somente em meados dos anos 90 é que o carro de segurança passou a ser um elemento presente de forma efetiva nos Grand Prix da F-1. Antes, a categoria fez tentativas isoladas e um tanto desordenadas de implantá-lo, o que ajudou a gerar algumas confusões e polêmica. Por outro lado, a falta de critérios gerou um rico legado de modelos, dos mais variados tipos, que cumpuseram a história da principal série do automobilismo, mesmo que de maneira breve e às vezes obscura.
Abaixo segue uma lista com alguns os modelos usados na categoria:
| Quando                                     | Carro                 | Ref.  |
| ------------------------------------------ | --------------------- | ----- |
| GP do Canadá de 1973                       | Porsche 914 2.0 Targa | [ 4 ] |
| GP de Mônaco nas temporadas de 80 a 83     | Lamborghini Countach  | [ 4 ] |
| GP do Brasil de 1993                       | Fiat Tempra 2.0 16V   | [ 4 ] |
| GPs da França e Grã-Bretanha (1992 e 1993) | Ford Escort RS        | [ 4 ] |
| GP de San Marino de 1994                   | Opel Vectra 4×4 Turbo | [ 4 ] |
| GP da Bélgica de 1995                      | Porsche 911 993 GT2   | [ 4 ] |
| GP da Argentina de 1996                    | Renault Clio Williams | [ 4 ] |

A diversidade de marcas e modelos se revezando na função de carro de segurança acabou em 1999, quando a Mercedes-Benz assinou contrato de para suprir a demanda de forma exclusiva. Desde então, somente automóveis prateados da marca da estrela de três pontas realizam o serviço. Atualmente, o modelo do Safety Car na Fórmula 1 é a Mercedes-AMG GT R.
| Ano(s)            | Carro                            | Ref.  |
| ----------------- | -------------------------------- | ----- |
| 1999              | Mercedes-Benz CLK 55 AMG (C 208) | [ 5 ] |
| 2000              | Mercedes-Benz CL 55 AMG (C 215)  | [ 5 ] |
| 2001 e 2002       | Mercedes-Benz SL 55 AMG (R 230)  | [ 5 ] |
| 2003              | Mercedes-Benz CLK 55 AMG (C 209) | [ 5 ] |
| 2004 e 2005       | Mercedes-Benz SL 55 AMG (R 171)  | [ 5 ] |
| 2006 e 2007       | Mercedes-Benz CLK 63 AMG (C 209) | [ 5 ] |
| 2008 e 2009       | Mercedes-Benz SL 63 AMG (R 230)  | [ 5 ] |
| 2010              | Mercedes-Benz SLS AMG (C 197)    | [ 5 ] |
| 2012 a 2014       | Mercedes-Benz SLS AMG GT (C 197) | [ 5 ] |
| 2015 - 2017       | Mercedes-AMG GT S (C 190)        | [ 5 ] |
| 2018 - atualmente | Mercedes-AMG GT R (C 190)        | [ 5 ] |
| 2021 - atualmente | Aston Martin Vantage             | [ 5 ] |

### Carro de segurança virtual

Painel do carro de segurança virtual

O acidente gravíssimo de Jules Bianchi, da Marussia, durante o Grande Prêmio do Japão de 2014, gerou discussões sobre a segurança dos pilotos que disputam a Fórmula 1 e quais medidas poderiam ser tomadas para melhorá-la. Após especulações do que poderia ser melhorado ou não, a primeira atitude foi tomada. Durante os treinos livres do Grande Prêmio dos Estados Unidos de 2014, foi usado um carro de segurança "virtual", que forçou os pilotos a diminuírem a velocidade dos carros ao passarem por lugares da pista onde tenham havido acidentes e estejam sob bandeira amarela. Após o teste, a Federação Internacional de Automobilismo (FIA) decidiu com as equipes quando o sistema poderia ser posto oficialmente na categoria. A intenção da Fórmula 1 foi ter um dispositivo que limite o tempo das voltas, quando os oficiais de prova perceberem que um incidente pode ser resolvido relativamente rápido.
A FIA anunciou o novo procedimento do carro de segurança virtual (Safety Car Virtual- SVC, em inglês), os sistema que fez sua estreia nos carros da Fórmula 1 em 2015. Oficialmente, foi adicionado um artigo ao regulamento para explicar em quais situações a direção de prova poderá acionar o sistema.
O Art. 41 - Explica que o carro de segurança virtual poderá ser acionado quando "as duas bandeiras amarelas forem necessárias em algum setor da pista e competidores ou fiscais estiverem em perigo, mas as circunstâncias não implicam no uso do carro de segurança real".
Sempre que o carro de segurança virtual for requisitado, a placa eletrônica dos fiscais irá indicar as iniciais (VSC). Os pilotos só poderão entrar nos boxes durante a presença do sistema se forem trocar os pneus e terão de respeitar uma velocidade imposta pela FIA em cada setor da pista. Quem não respeitar, poderá ser penalizado.
Quando a direção de prova avaliar que é seguro recomeçar a corrida, as equipes serão avisados por meio de uma mensagem oficial sobre o fim do período do carro de segurança virtual. Então, entre 10 e 15 segundos depois, a sinalização irá desaparecer dos painéis eletrônicos da FIA, tornando-se verde. Após 30 segundos nos painéis, a luz verde sumirá.
O carro de segurança virtual também pode ser usado em sessões de treinos livres e treinos classificatórios, bem como nas corridas, a fim de reduzir os tempos de paragem, enquanto a abertura da asa móvel (DRS - Drag Reduction System) irá ser reativado imediatamente após um período de carro de segurança virtual.

## IndyCar Series

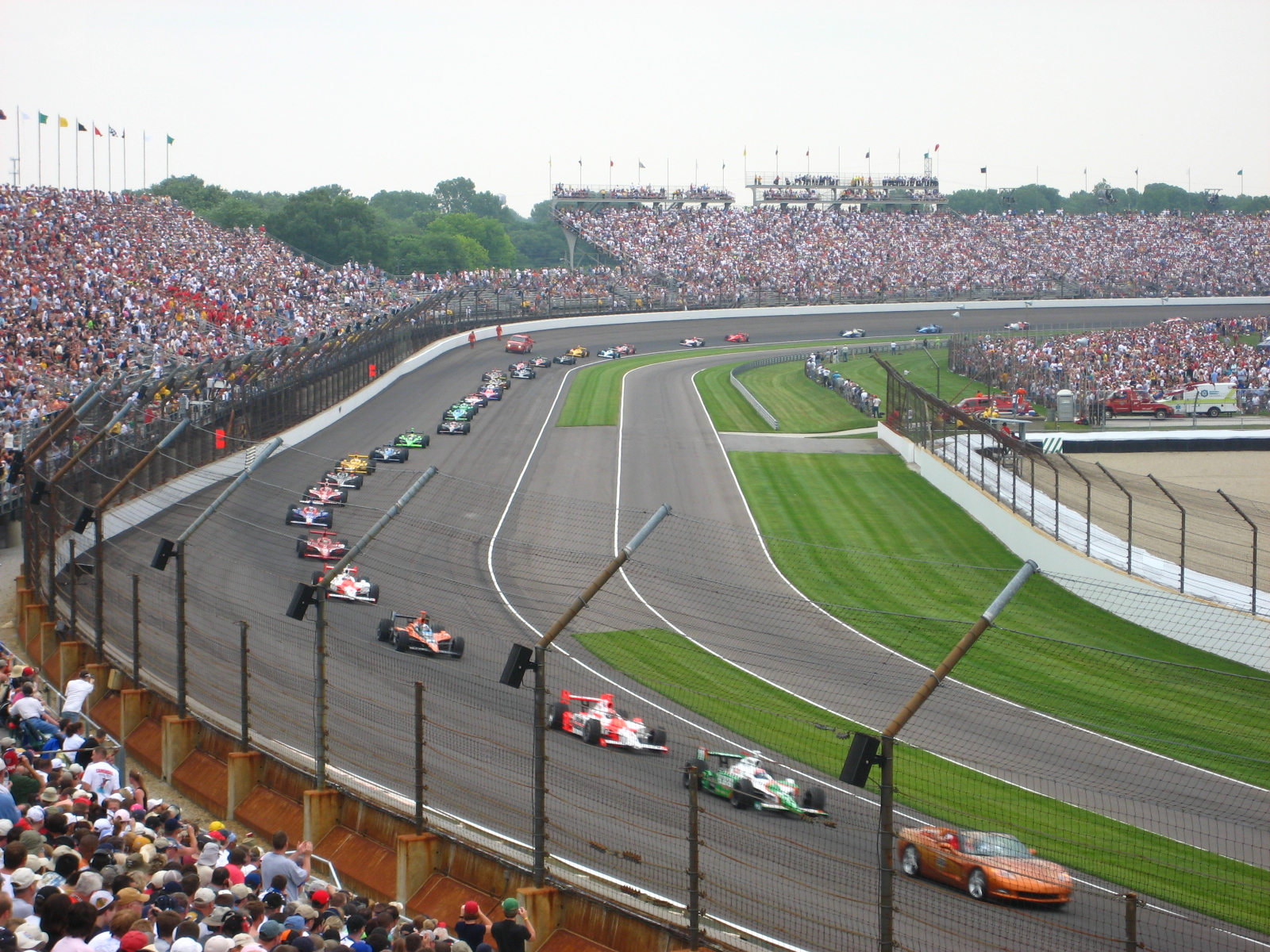
Carro de segurança na IndyCar Series.

O primeiro uso do carro de segurança (chamado em inglês de pace car) foi nas 500 Milhas de Indianápolis de 1911 com um Stoddard-Dayton pilotado por Carl G. Fisher, o vencedor da prova é premiado com o veículo de segurança utilizado da corrida.